# Quercus petraea
Espèce
Classification phylogénétique
Répartition géographique
Statut de conservation UICN

 LC  : Préoccupation mineure

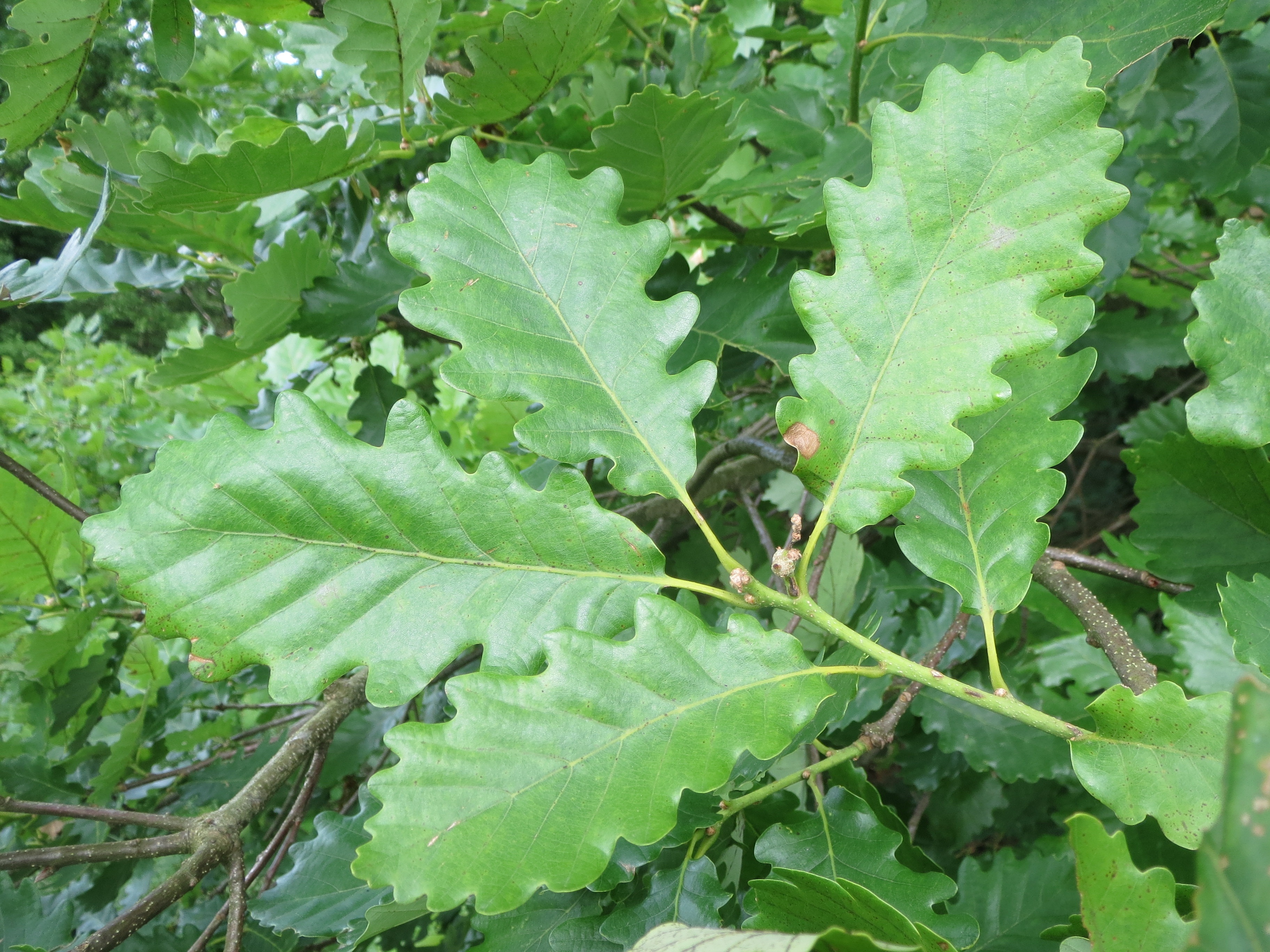
Feuilles

Le Chêne rouvre ou Chêne sessile (Quercus petraea (Matt.) Liebl., 1784), parfois appelé Chêne à trochets, Chêne des pierriers, Chêne mâle ou Chêne noir est une espèce d'arbres des forêts des régions tempérées de l'hémisphère nord de la famille des Fagacées. On le connaît sous différentes appellations : drille, drillar, durelin, rouve.

## Caractères généraux
C'est un grand arbre de 25 à 40 mètres de haut, à feuillage caduc. En isolé, il peut avoir une envergure imposante, et un tronc qui atteint ou dépasse les 5 m de circonférence.
Il a une longévité maximale de plus de 600 ans, parfois jusque 1 000 ans. Il fructifie à partir de l'âge de 60 ans.
C'est une espèce monoïque pollinisée par le vent (anémogamie). La floraison et la libération du pollen ont lieu généralement à la mi-mai en France.
Les graines (glands) sont dispersées par les animaux.
C'est une espèce postpionnière.

## Caractères descriptifs

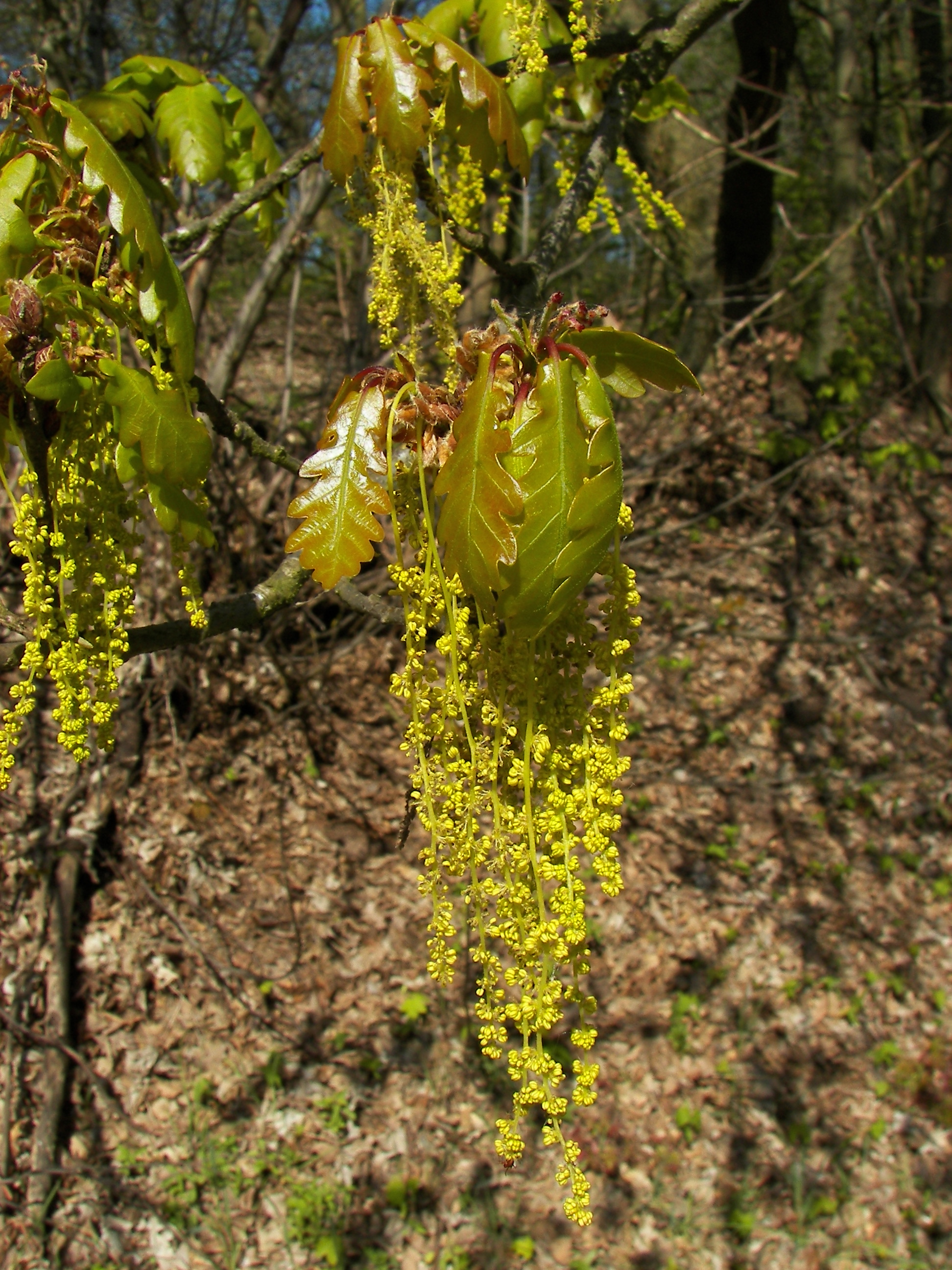
Inflorescences.

- L'écorce est lisse chez les jeunes arbres, puis crevassée longitudinalement mais peu profondément,
- Le houppier est ample et assez clair,
- Les jeunes rameaux sont glabres et luisants, brun-gris,
- Les bourgeons sont ovoïdes, bruns,
- Les feuilles sont alternes, glabres, nettement pétiolées, lobées, en coin simple à la base. Les lobes, assez nombreux sont peu marqués, mais assez réguliers,
- Les fleurs sont unisexuées : les mâles en longs chatons pendants à la base des pousses de l’année, les femelles minuscules, par 2 à 5 à l'aisselle des feuilles des pousses de l'année.
- Les glands sont sessiles (sans pédoncule marqué), de 1 à 2 centimètres de long, ovoïdes, globuleux, à cupule glabre.

## Répartition géographique
C'est une espèce européenne avec une tendance subatlantique, très commune en Europe occidentale et la plus répandue dans les forêts françaises. On la retrouve partout dans les plaines et collines de France sauf dans la région méditerranéenne, et elle est assez rare dans le bassin aquitain. Le chêne sessile est commun dans presque toute l'Europe occidentale, mais il s'étend moins loin vers le nord-est que le chêne pédonculé. Il ne dépasse pas les 60° Nord en Norvège et atteint sa limite sud au centre de l'Espagne et au sud de l'Albanie.
C'est une espèce de l'étage collinéen et à la base de l'étage montagnard, elle peut monter jusqu'à 1 600 mètres d'altitude.
De grandes futaies remarquables de chênes rouvres se trouvent dans tout le bassin de la Loire (au sens large) et de la Seine, et notamment en forêt de Tronçais (Allier) ou en forêt de Bercé (Sarthe).

## Caractéristiques écologiques
- C'est une espèce de demi-ombre[1], qui tolère mieux un ombrage partiel dans son jeune age et la concurrence forestière entre les arbres comparé au chêne pédonculé, mais moins que le hêtre.
- C'est une espèce d'assez large amplitude pour la texture du sol: sables, limons, argiles de décarbonatation, plus ou moins caillouteux, mais elle est à son optimum sur des sols filtrants et légèrement acides : limons ou sables.
- Il accepte des humus très variés et plus ou moins riches ou pauvres en éléments nutritifs, depuis le mull carbonaté jusqu'aux mor acide, mais les gélivures sont fréquentes sur les dysmoder.
- En ce qui concerne l'humidité du sol, il préfère les sols mésoxérophiles (moyennement secs), mésophiles (ni secs ni très humides) à frais (moyennement humides). Le chêne sessile tolère relativement bien les sécheresses estivales, mieux que son cousin le chêne pédonculé. Il est tolérant avec les sols à pseudogley (nappe proche de la surface) mais il tolère moins bien les sols trop humides et l’ennoiement que le chêne pédonculé[2].

## Biotope, phytosociologie

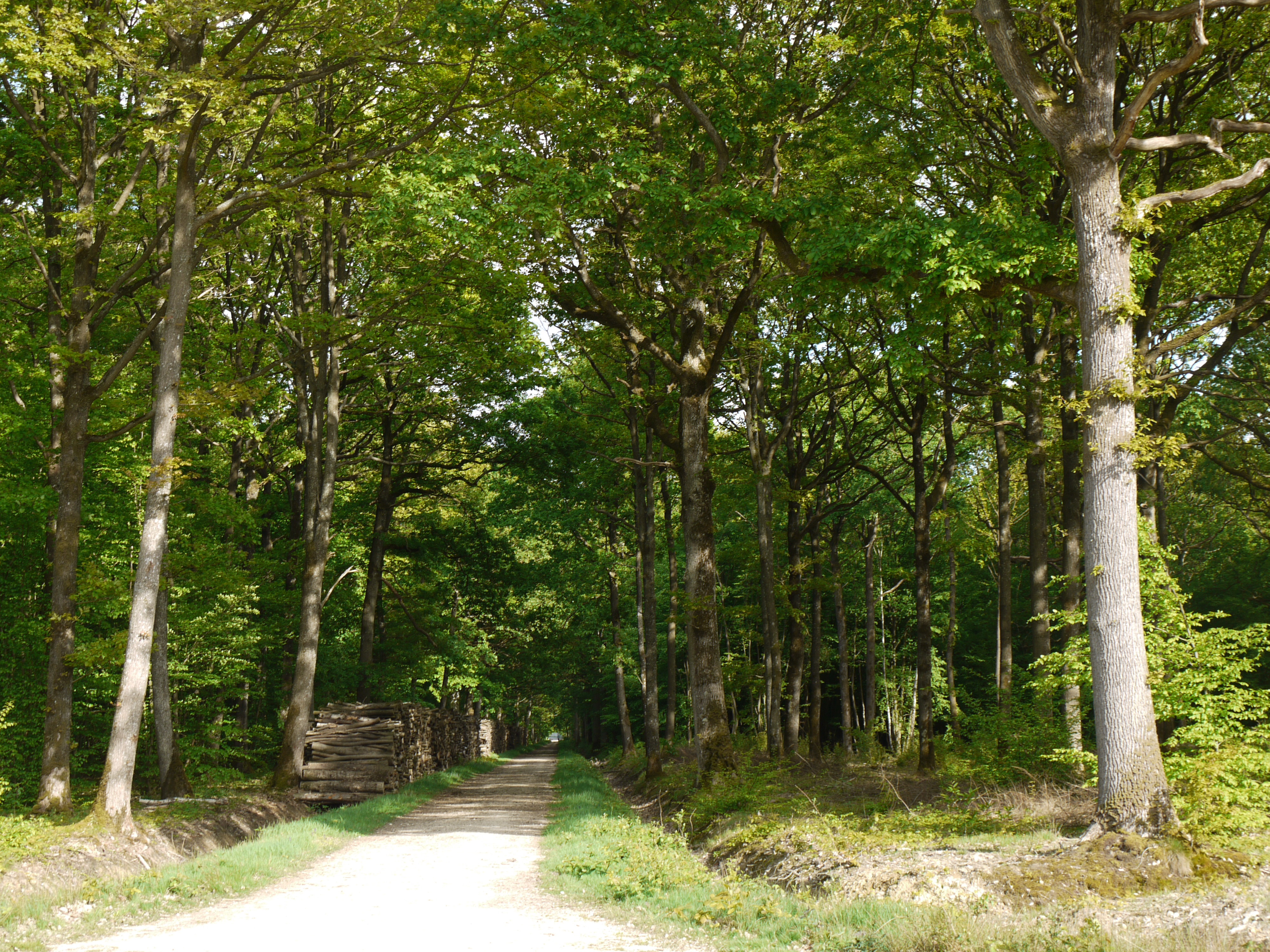
Une futaie de la forêt de Rambouillet, le chêne sessile est à son aise sur les sols souvent sableux mésophiles à mésoxérophiles de ce massif, comme dans de nombreux massifs forestiers des plaines sédimentaires françaises.

C'est avant tout une espèce forestière, moins abondante dans les campagnes que le chêne pédonculé. On rencontre le chêne sessile en vastes peuplements purs ou mélangés avec d'autres essences, notamment avec le chêne pédonculé, le hêtre, le charme, le pin sylvestre ou encore le tilleul à petites feuilles, le bouleau verruqueux et le châtaignier.

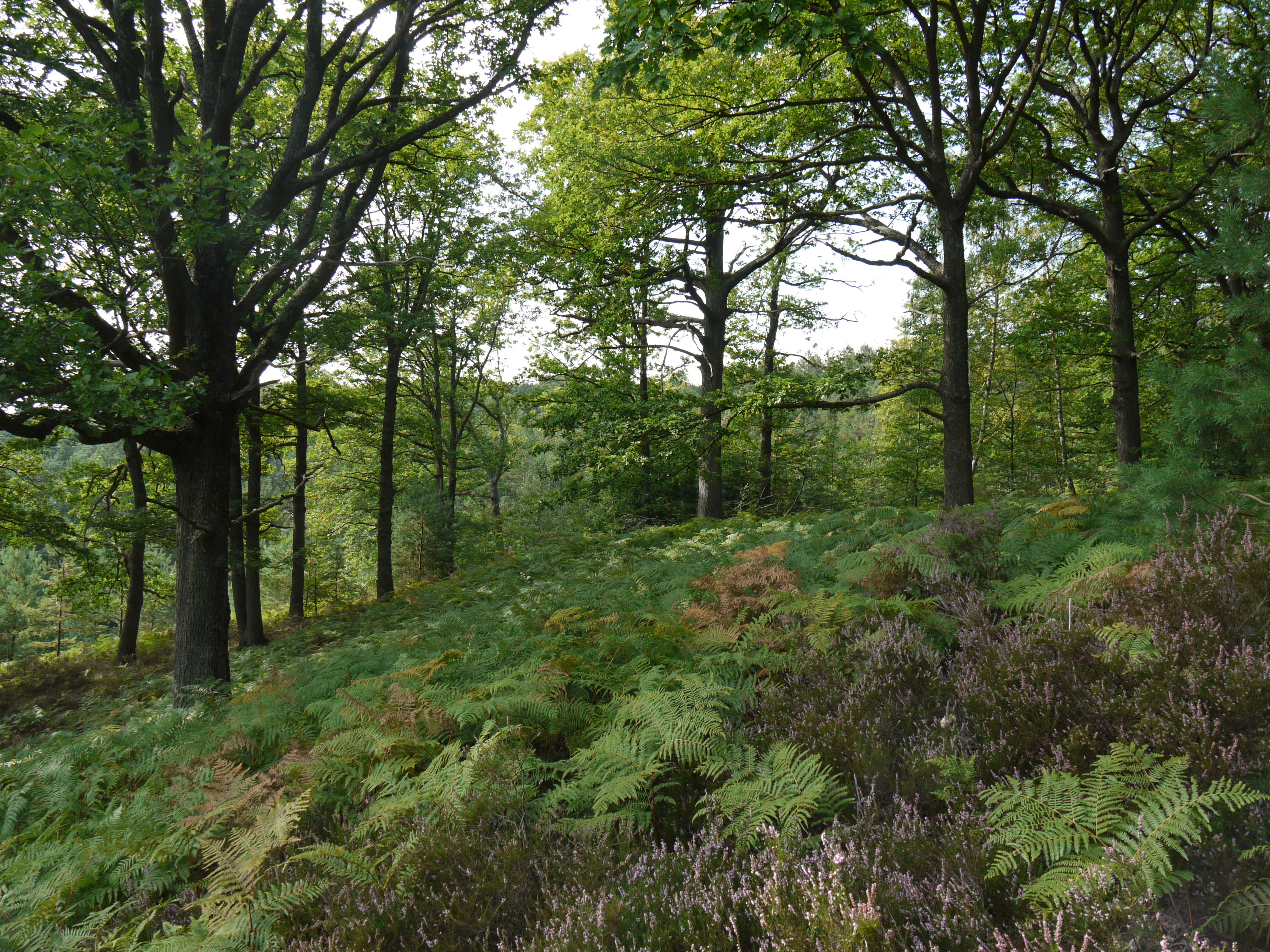
Par endroits sur sol encore plus pauvre et acide, desséché, les bruyères et fougères aigles peuvent abonder mais la chênaie se fait plus clairsemée et malvenante, ces zones sont alors souvent enrésinées avec des pins. Forêt de Rambouillet.

C'est une essence majeure à dominante dans plusieurs groupements forestiers importants, notamment la chênaie sessiliflore oligotrophe (Quercion robori-petraea) sur substrat pauvre et bien drainé moyennement sec (surtout sable, aussi argile très décalcifié, arène, gaize, limon bien drainé), ce type de forêt est très répandu dans les plaines sédimentaires françaises, surtout parce qu'il est établi sur des sols peu propres à l'agriculture et donc non défrichés (par exemple dans les grandes forêts en partie sur sable autour de Paris: Fontainebleau, Rambouillet, Chantilly-Ermenonville, etc). Un autre groupement très répandu où cette essence est importante est la chênaie-hêtraie acidiphile (Fagion sylvaticae) sur les sols mésophiles profonds (limon, argiles à silex, sable argileux). On le rencontre aussi dans la chênaie-charmaie (Carpinion betuli) sur sols frais et plus riches (mais le chêne pédonculé y est généralement plus abondant que le chêne sessile), et plus accessoirement dans des forêts plus calcicoles et thermophiles (Quercion pubescenti-petraea, Cephalanthero-Fagion),.

## Le bois
Le bois de Quercus petraea est quasiment indiscernable de celui de son cousin Quercus robur, avec les mêmes propriétés et aspect, ils sont généralement tous les deux vendus sous la simple appellation « chêne » qui désigne en France conventionnellement le bois de ces deux espèces mais pas des autres chênes. C'est un des bois d’œuvre de feuillu les plus importants d'Europe et de France, avec des utilisations anciennes et traditionnelles nombreuses et variées.
Le bois de chêne sessile est plus souvent produit en futaie qui lui fait prendre une grande valeur. Il est alors très recherché pour l'ébénisterie, et la fabrication de merrains pour la tonnellerie, ainsi que pour le tranchage.

### Caractéristiques du bois de chêne
- Bois à aubier (bois jeune) et duramen (bois de cœur) distincts : aubier clair blanc-jaunâtre et duramen plus ou moins foncé selon les provenances et les conditions de croissance.
- Cernes d’accroissement annuel bien visibles : zone initiale poreuse constituée de gros vaisseaux de printemps, bois d'été constitué de petits vaisseaux et de fibres.
- Présence simultanée de très petits et très gros rayons ligneux (motif de maille traversant les cernes qui apparait quand la section se rapproche de la section radiale, très apprécié en ébénisterie),
- Bois se travaillant bien, se fendant bien, de bonne densité et de fortes propriétés mécaniques (comparativement aux autres bois européens), il est considéré comme d’excellente qualité parmi les bois courants européens.
- La qualité et les propriétés du bois de chêne, et donc son utilisation, varient considérablement en fonction des conditions de croissance de l'arbre et des modes de sylviculture :
  - cernes larges (croissance rapide) : fortes propriétés mécaniques, bois dense et dur, et grain plus grossier.
  - cernes fins (croissance lente) : propriétés technologiques excellentes, couleurs et motifs recherchés, le bois est plus tendre et à grain fin, se sculptant bien.
- La richesse du bois de chêne en tanins, en fait un bois durable face aux attaques de champignons et insectes xylophages (le duramen seulement, l'aubier est sensible), et même moyennement durable face aux termites. Classe d'utilisation : classe 3 (utilisable à l’extérieur, mais hors contact avec le sol)[4]. Utilisé sous l'eau (pilots), la durabilité est presque illimitée.
- Modules d'élasticité à 9 % d'humidité : E_L = 17.5GPa, E_T=1.15GPa, E_R=2.09GPa
- Modules d'élasticité à 13.7 % d'humidité : E_L = 9.4GPa, E_T=1.3GPa, E_R=2.2GPa[5]
- Module d'élasticité à 12 % d'humidité : E_L = 13.3GPa[4]

### Utilisations du bois d’œuvre
- les bois de bonne qualité sont utilisés en décoration intérieure, tranchage pour placage, mobilier et ébénisterie, escaliers, tournerie, sculpture, merrains de tonnellerie. Les bois de qualité plus ordinaire en menuiserie, parquet, construction (charpente, solivage) traverses de chemin de fer, poteaux et piquets.
- Autrefois le chêne était un bois majeur et irremplaçable pour de la construction navale, mais aussi pour les charpentes monumentales (églises, châteaux, cathédrales), pour la construction domestique (pan de bois, maisons à colombage) avant l'utilisation massive des bois de résineux issus de la sylviculture et d'importations; les ponts en bois, les écluses, les pilotis; le charronnage: jantes, roues, moyeux; des pièces de machines, les wagons de train, et le bois de mine, etc.

Pour la fabrication de merrains en tonnellerie, le bois du chêne sessile et celui du chêne pédonculé sont de nos jours considérés comme bien distincts, par leurs caractéristiques organoleptiques distinctes qu'ils apportent au vin, les différents tanins et arômes et leurs quantités différent sensiblement. De plus le bois du chêne pédonculé plus poreux libère plus rapidement dans le vin des tanins puissants, comparativement au chêne sessile qui apporte plus lentement un gout tannique plus fin et souple mais aussi plus aromatique. Cependant cela varie considérablement en fonction de la provenance et même des conditions de croissance de chaque arbre.

### Autres utilisations du bois
- C'est un très bon bois de feu (il est parfois cultivé en taillis en forêt, et en arbres têtards dans les campagnes à cette fin, bien que pour cette dernière utilisation le chêne sessile est moins fréquent que le chêne pédonculé, utilisation aussi de bois forestier d'élagage et le bois impropre au sciage : branches, chutes, bois mal conformé ou altéré), et il fournissait autrefois un très bon charbon de bois estimé en métallurgie.
- Pâte à papier (bois d’éclaircie), panneaux de fibres et particules (chutes de scierie, petits bois).
- L'écorce fournit du tan, source de tanins autrefois indispensable en tannerie pour le tannage du cuir, transférant au cuir la durabilité et la résistance du bois du chêne face à la biodégradabilité.

## Utilisation des glands
Les glands tombent lors de la glandée à partir de mi-septembre. Ils nourrissent notamment les mulots et sangliers.
Les glands ont été consommés par l'homme en période de disette. La farine de glands écorcés, broyés et cuits à plusieurs eaux donne une purée qui peut s'utiliser immédiatement en plat salé ou dessert sucré ou être séchée et moulue ce qui produit une farine qui se conserve. Les glands torréfiés sont un succédané du café.

## Taxonomie
Le Chêne rouvre a été décrit pour la première fois par Heinrich Gottfried von Mattuschka en 1777, qui l'a désigné comme étant une variété du Chêne pédonculé (Quercus robur) : Quercus robur var. petraea. En 1784, Franz Kaspar Lieblein donne au Chêne rouvre un statut d'espèce à part entière : Quercus petraea.

### Synonymes
- Quercus petraea f. normalis (O.Schwarz) C.Vicioso
- Quercus robur var. petraea Matt., 1777 (basionyme)[7]

### Sous-espèces
- Quercus petraea subsp. austrotyrrhenica Brullo, Guarino & Siracusa (Originaire d'Italie et de Sicile)
- Quercus petraea subsp. huguetiana Franco & G.López (Originiare d'Espagne, ayant pour synonymes Quercus huguetiana (Franco & G.López) Rivas Mart. et Quercus petraea var. viciosoi Villar)
- Quercus petraea subsp. petraea (Sous-espèce la plus commune, ayant plus d'une centaine de synonymes)
- Quercus petraea subsp. pinnatiloba (K.Koch) Menitsky (Originaire du Liban, de la Syrie et de Turquie, neuf synonymes)
- Quercus petraea subsp. polycarpa (Schur) Soó (Originaire d'Europe de l'Est jusqu'en Iran, trente-deux synonymes)[7].

## Toponymes et patronymes
Rouvre se retrouve dans les toponymes et patronymes Rouvray, Royer, Rouveix, Rouvière, Royère, Le Rouret.

## Différences avec le chêne pédonculé

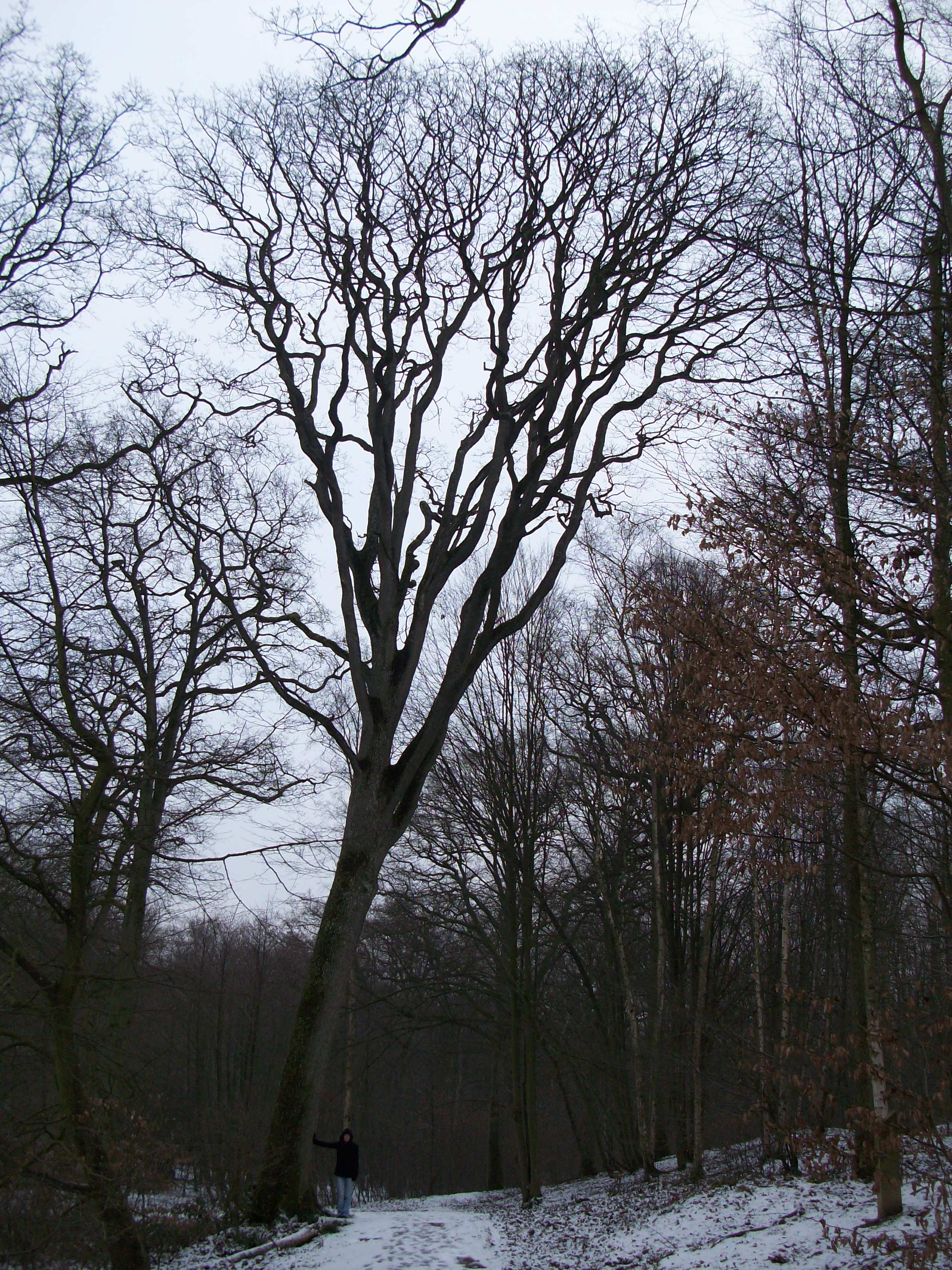
Forme du houppier d'un chêne sessile en forêt.

Le chêne sessile et le chêne pédonculé sont semblables en apparence et pourtant assez différents. Ils sont tous deux très présents dans les forêts françaises (plus de 4 millions d’hectares) et souvent mélangés, mais ils n’ont pas la même écologie, il est donc utile d’apprendre à les distinguer.
- Le houppier du chêne sessile est plus ample et régulier avec des branches bien réparties, celui du chêne pédonculé est plus irrégulier avec de grosses branches plus tortueuses.
- Le pédoncule (axe qui porte le fruit, le gland) du chêne pédonculé est assez long, alors que le chêne sessile a des glands sans pédoncule.
- La feuille du chêne sessile fait le ovale (plus grande largeur dans son milieu) alors que celle du chêne pédonculé fait le triangle (plus grande largeur en son bout).
- Les lobes de la feuille du chêne sessile sont moins prononcés et plus réguliers. La feuille du chêne pédonculé présente plus de nervures n'aboutissant pas à un lobe.

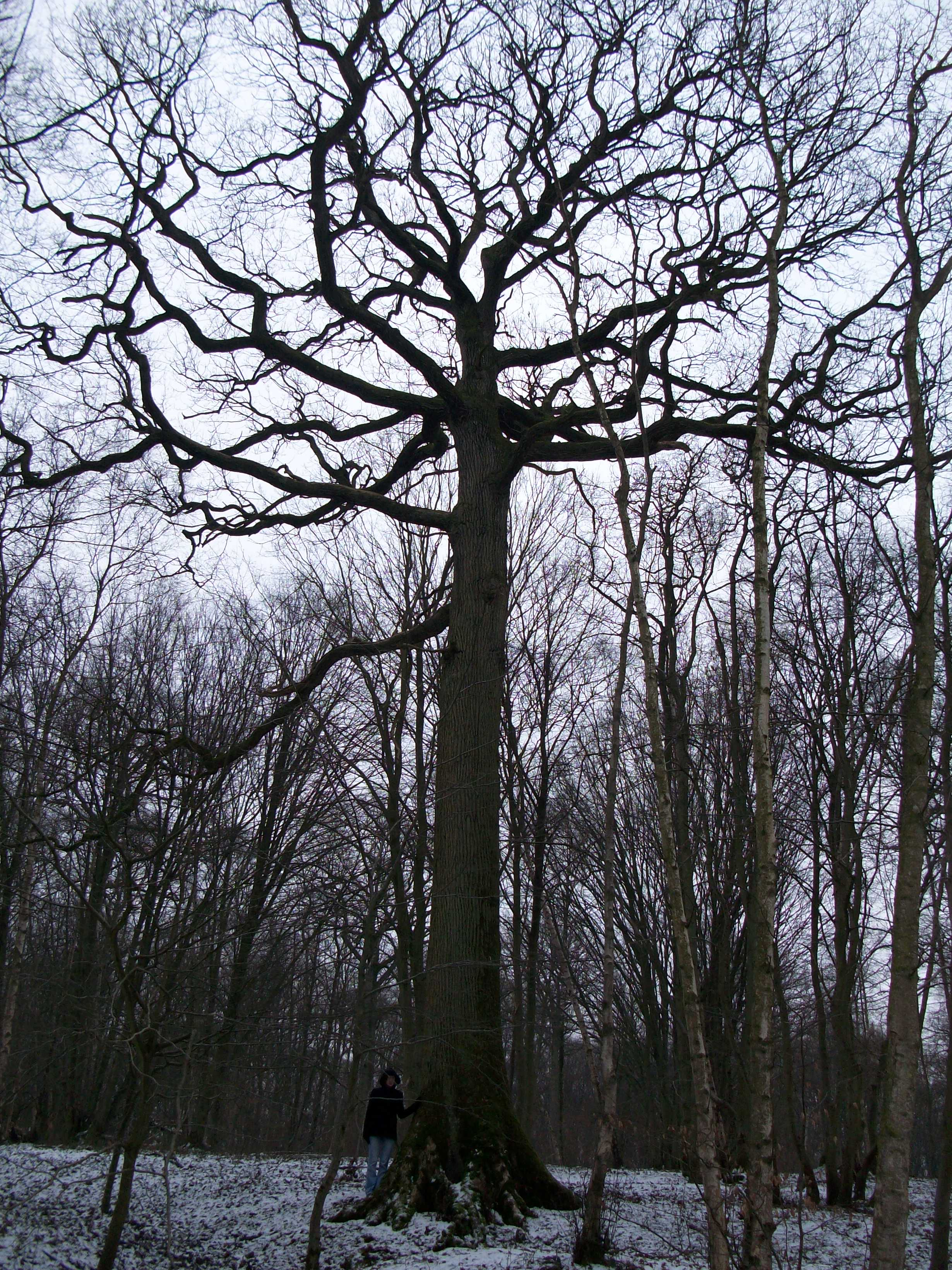
Forme du houppier d'un chêne pédonculé en forêt.

- Forme du houppier d'un chêne pédonculé en forêt.La base de la feuille du chêne pédonculé a des petites oreillettes, celle du chêne sessile est en coin simple.
- Les feuilles du chêne pédonculé n'ont presque pas de pétiole (très court) alors que le chêne sessile a des feuilles nettement pétiolées.
- Les feuilles du chêne pédonculé s'entassent au bout des rameaux, les feuilles du chêne sessile sont plus espacées et distinctes.
- L'écorce du chêne sessile est plutôt moins profondément crevassée.

Toutefois, les deux espèces s'hybrident souvent (pour former Quercus ×rosacea Bechst. et ses dérivés, car c'est un hybride fertile), ce qui rend l'identification plus difficile.
Il n'est pas possible de distinguer le bois coupé de ces arbres.

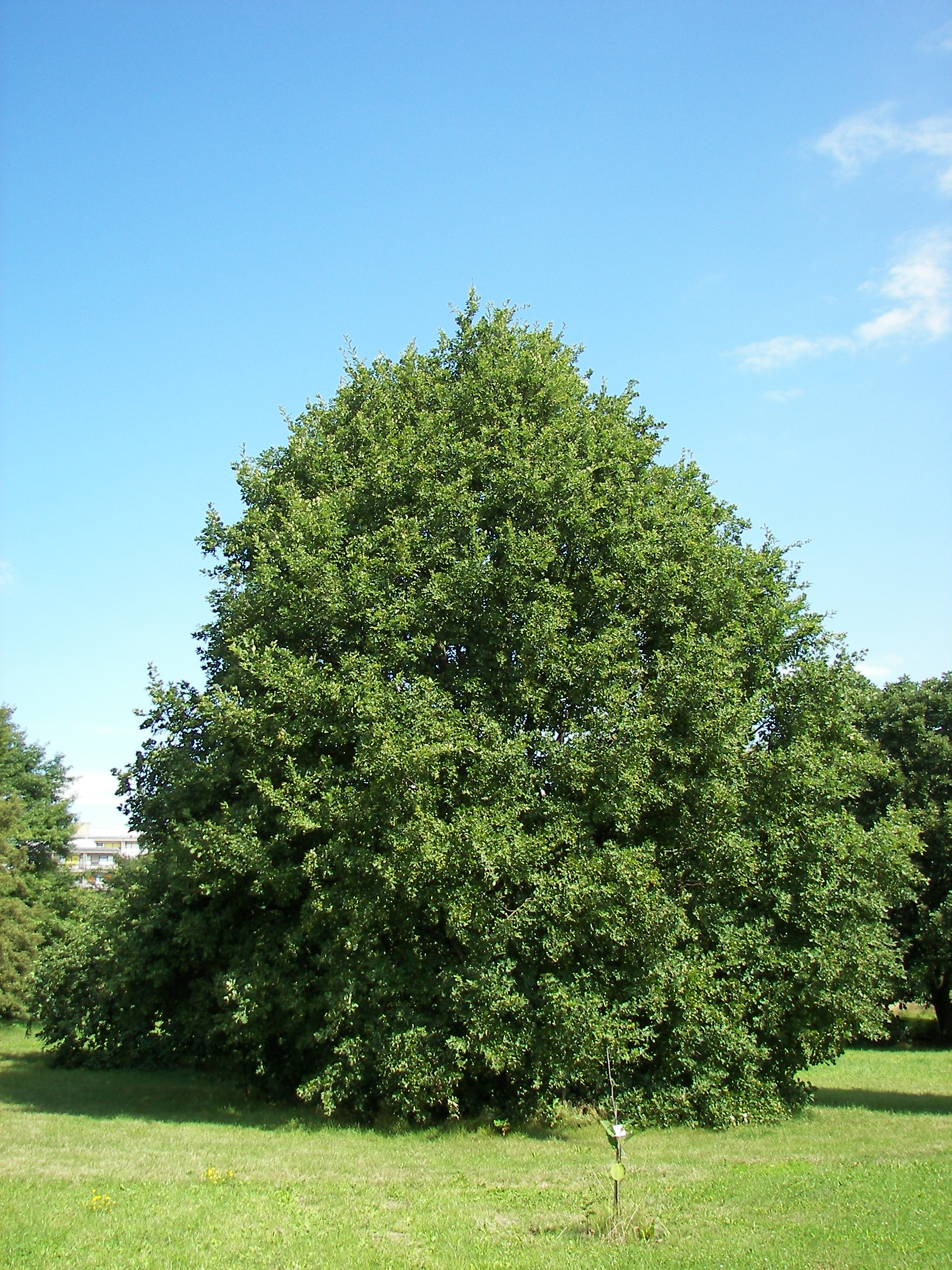
Le houppier du chêne sessile est assez régulier.
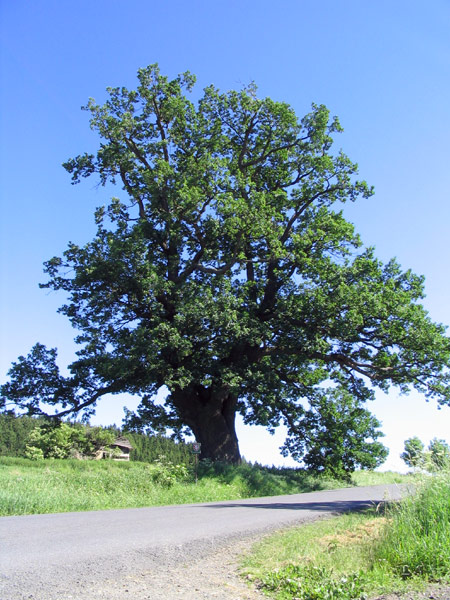
Le houppier du chêne pédonculé est plus irrégulier.
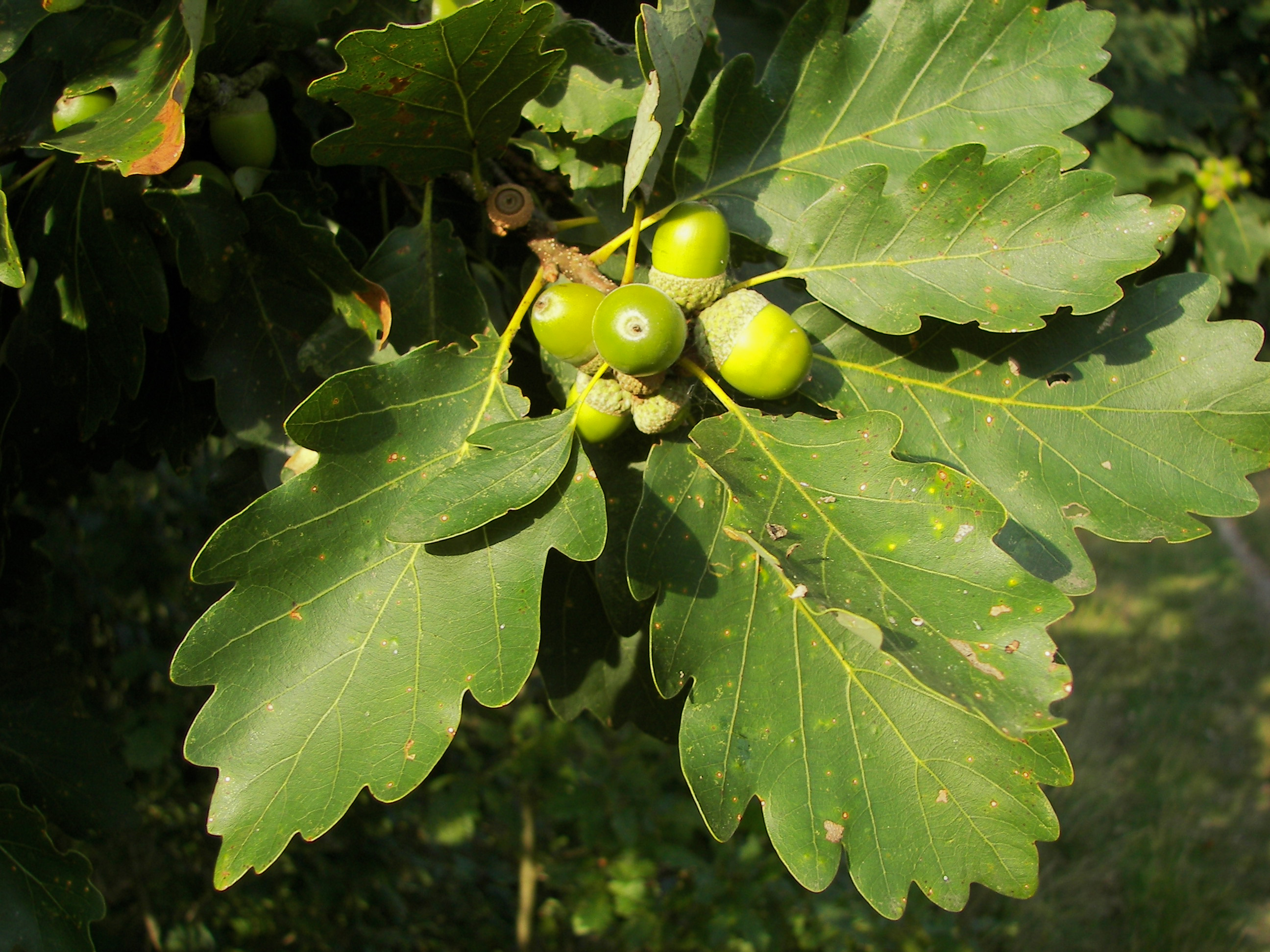
Les glands de chêne sessile n'ont pas de pédoncule ou il est très court alors que les feuilles ont un long pétiole.
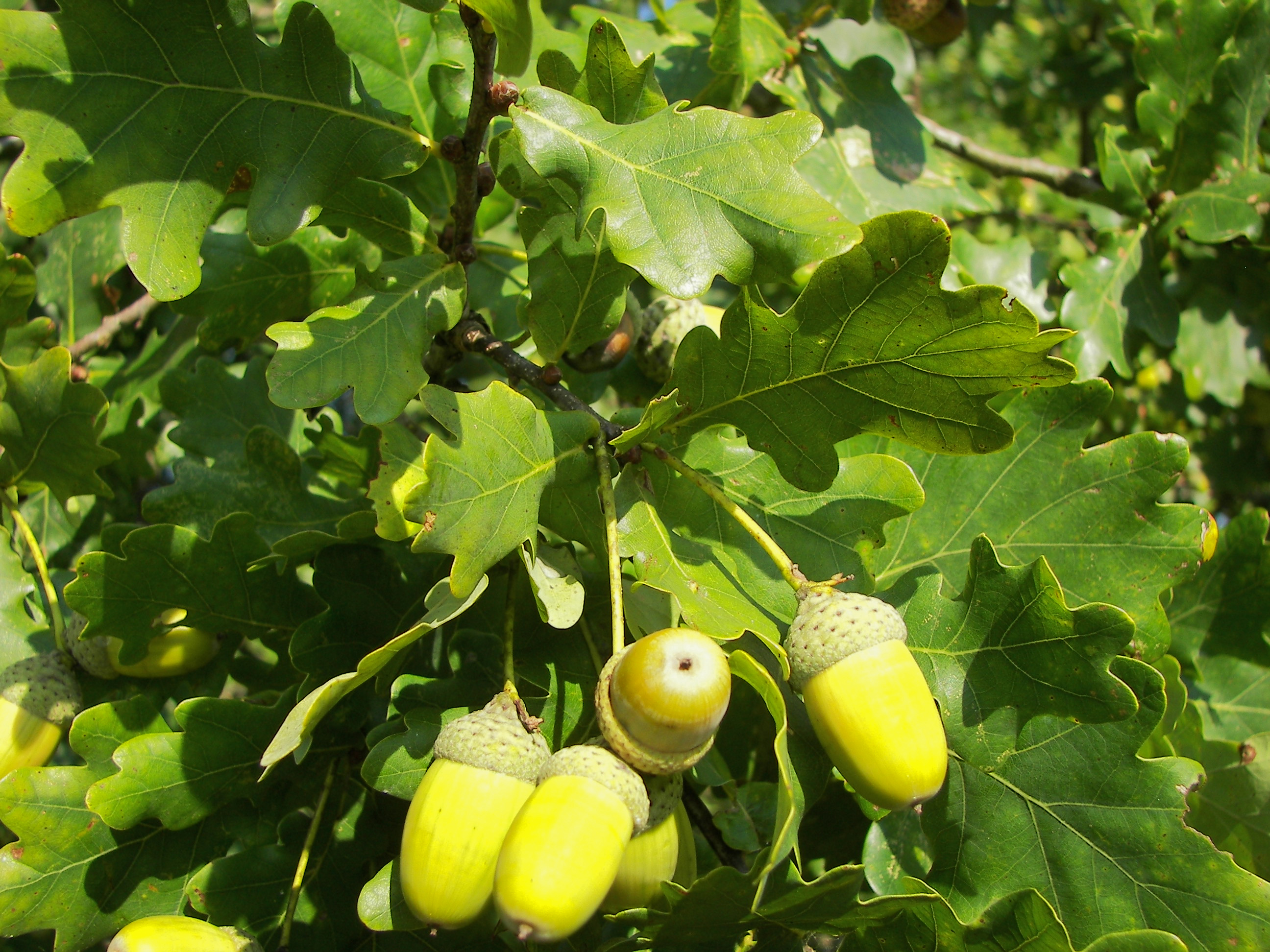
Les glands du chêne pédonculé ont un pédoncule long de 2 à 10 cm alors que les feuilles ont un très court pétiole.